# Вершининская волость
Вершининская волость — историческая административно-территориальная единица (волость) в составе Пудожского уезда Олонецкой губернии Российской Империи и РСФСР. Волость состояла из 42 населённых пунктов. Волостное правление располагалось в селении Вершинино.
Упразднена в 1927 году.
В настоящее время территория Вершининской волости относится в основном к Плесецкому району Архангельской области.

## География
Самым удалённым от волостного правления поселением было Заволочье (Малый волок) (35 вёрст).

## История
С 1 марта 1918 г. из состава волости была выделена Трихновская волость в составе Свиного, Вершинина, Офилипова ручья, Озяблого сюга, Выселок Щайник, Чудимовской, Ручьевой Лахты, Дьяконевской, Глущево, Карповой, Трихново, Коршлахты, Фоминой, Караник, Шишкной и Сударской Лахты.
В ходе реформы административно-территориального деления СССР в 1927 году волость была упразднена.

## Состав

### Сельские общества
В состав волости входили сельские общества, включающие 42 деревни:
- Рыжковское общество
- Трихновское общество
- Кумбас-озерское общество
- Першлахтинское общество

### Насёленные пункты
| Кумбас-озерское общество                     |       |         |       |               |
| Поселение                                    | Семей | Человек | До ВП | Школа         |
| Новина (Кумбас-озеро) при озере Кумбас-озере | 12    | 73      | 25    | В 0,25 версты |
| Кумбас-озеро при озере Кумбас-озере          | 26    | 159     | 25    | Есть          |
| Итого                                        | 38    | 232     |       | 1             |

| Першлахтинское общество                      |       |         |       |             |
| Поселение                                    | Семей | Человек | До ВП | Школа       |
| Сударская-лахта при озере Кенозере           | 1     | 13      | 16    | В 5 верстах |
| Першлахта (Устье) при реке Кене              | 46    | 273     | 21    | Есть        |
| Караник при колодцах                         | 13    | 69      | 29    | В 8 верстах |
| Упраздненный Кенский монастырь при реке Кене | 2     | 12      | 26    | В 5 верстах |
| Итого                                        | 62    | 367     |       | 1           |

| Рыжковское общество                            |       |         |       |               |
| Поселение                                      | Семей | Человек | До ВП | Школа         |
| Заволочье (Малый волок) при реке Череве        | 13    | 102     | 35    | В 15 верстах  |
| Яблонья-горка (Волок) при колодце              | 15    | 100     | 31    | В 19 верстах  |
| У глубокого озера при озере Глубоком           | 10    | 61      | 20    | В 15 верстах  |
| Глазова при озере Корм-лахта                   | 13    | 102     | 5     | В 2 верстах   |
| Минин-конец (Минина) при озере Гамозере        | 19    | 120     | 4     | В 6 верстах   |
| Печахина при озере Шуй-лахте                   | 9     | 61      | 3,5   | В 5 верстах   |
| Кожевникова (Ершова) при озере Шуй-лахте       | 9     | 64      | 3,5   | В 5 верстах   |
| Поварницына при озере Шуй-лахте                | 3     | 21      | 3,5   | В 3,5 верстах |
| Рослякова при озере Шуй-лахте                  | 7     | 51      | 3,5   | В 3 верстах   |
| Федосова при озере Шуй-лахте                   | 10    | 62      | 4     | В 2 верстах   |
| Рыжкова при озере Шуй-лахте                    | 29    | 167     | 5     | Есть          |
| Суетин-остров (Остров и Мыза) при озере Свином | 18    | 101     | 7     | В 2 верстах   |
| Усть-поча при озере Свином и реке Поче         | 28    | 173     | 8     | В 3 верстах   |
| Осташевская (Баева) при озере Свином           | 9     | 67      | 15    | В 0,5 версты  |
| Свиное (Середняя) при озере Свином             | 20    | 96      | 14    | Есть          |
| Итого                                          | 212   | 1348    |       | 2             |

| Трихновское общество                                |       |         |       |              |
| Поселение                                           | Семей | Человек | До ВП | Школа        |
| О Филиппов-ручей (Хаваева гора) при ручье Филиппове | 4     | 33      | 10    | В 8 верстах  |
| Озяблый-лог (Челма) при колодце                     | 7     | 40      | 9     | В 7 верстах  |
| Ручьевая-лахта (Конев,-лахта) при озере Кенозере    | 4     | 24      | 8     | В 6 верстах  |
| Глущева при озере Кенозере                          | 8     | 66      | 7     | В 5 верстах  |
| Трихнова (Горы) при озере Кенозере                  | 14    | 107     | 4     | В 2 верстах  |
| Фомина (Горы) при озере Кенозере                    | 15    | 106     | 4     | В 2 верстах  |
| Шишкина при озере Кенозере                          | 16    | 94      | 3     | В 1 версте   |
| Вершинина при озере Кенозере                        | 22    | 133     | 0     | Есть         |
| Выселок-Щейнин при озере Кенозере                   | 3     | 17      | 12    | В 10 верстах |
| Чудимовская (Заболотье) при озере Кенозере          | 5     | 17      | 1,5   | В 0,5 версты |
| Дьяковская (Заречье) при озере Кенозере             | 5     | 20      | 1,5   | В 1 версте   |
| Карпова при озере Кенозере                          | 21    | 120     | 4     | В 2 верстах  |
| Немята при озере Кенозере                           | 20    | 116     | 2     | В 4 верстах  |
| Захарова при озере Кенозере                         | 19    | 124     | 1     | В 3 верстах  |
| Екимова при озере Кенозере                          | 16    | 92      | 0     | В 2 верстах  |
| Тыр-наволок при озере Кенозере                      | 15    | 100     | 3     | В 4 верстах  |
| Городская при озере Кенозере                        | 18    | 115     | 4     | В 2 верстах  |
| Бухалова при озере Кенозере                         | 15    | 104     | 5     | Есть         |
| Качакова-горка при озере Кенозере                   | 18    | 112     | 6     | В 1 версте   |
| Трат наволок при озере Кенозере                     | 6     | 42      | 7     | В 2 верстах  |
| Кенозерский погост при озере Кенозере               | 12    | 49      | 2     | Есть         |
| Итого                                               | 263   | 1631    |       | 3            |

## Население
На 1890 год численность населения волости составляла 3363 человека.
На 1905 год численность населения волости составляла 3578 человек. Из них мужчин 1698, женщин 1880. Крестьян среди них 3514 (1662 муж / 1852 жен), некрестьянского населения 3514 (36 муж / 28 жен).
Самое многочисленное поселение — Першлахта (Устье) (273 жителя), самое малолюдное — Упраздненный Кенский монастырь (12 жителей).

## Инфраструктура
Личное подсобное хозяйство с зоной сельскохозяйственного использования, индивидуальная застройка усадебного типа. На 1905 год в волости 594 дома и 575 семей из 3578 человек. В среднем на каждый крестьянский дом (семью) приходилось по 5,9 (6,3) человек.
Основа экономики — сельское хозяйство. На 1905 год в волости насчитывалось 627 лошадей, 1032 коровы и 1499 голов прочего скота.